# Niccolò Gitto
Niccolò Gitto (ur. 12 października 1986) – włoski piłkarz wodny. Srebrny medalista olimpijski z Londynu.
Zawody w 2012 były jego pierwszymi igrzyskami olimpijskimi. Włosi w finale przegrali z Chorwatami.